# Uživatel informačního systému
Uživatel informačního systému je osoba nebo proces, který přistupuje k automatizovanému informačnímu systému (AIS) pomocí přímého (např. terminálového) nebo nepřímého spojení. „Nepřímé připojení“ se vztahuje na osoby, které připravují vstupní data nebo přijímají výstupní data, která nejsou schvalována zodpovědným pracovníkem z hlediska obsahu nebo bezpečnostní klasifikace.